# Château Mouterde
Le château Mouterde est situé sur la commune de Saint-Didier-au-Mont-d'Or, dans le département du Rhône, à une altitude de 300 mètres environ. Il se dresse sur le versant nord du vallon de Rochecardon. Dans le passé, on lui a donné d’autres noms, tels que Montfort, La Ronflarde ou Le Figuier. 

## Description
Cette propriété  est composée d’un terrain orienté principalement au Sud-Ouest, la partie la plus importante en légère pente, traitée en  pelouse, allées de circulation, la partie la plus à l’ouest, en contrebas d’un important mur de soutènement, accueille une piscine.
L'importante construction, élevée sur caves, comprend un rez=de-chaussée et deux étages dessus. La première partie a été édifiée dans les années 1700, avec un ajout en pignon nord ultérieurement. 
Cette construction présente une façade terne, presque aveugle sur la rue du Commandant Israël avec quelques petites ouvertures au premier et second étage, et un escalier métallique à vis donnant accès au second étage. 
La façade Ouest, est plus riante flanquée d’une tour centrale avec toiture conique, et de deux tourelles carrées à chacun des angles nord et sud. Portes-fenêtres et fenêtre à chaque niveau de part et d’autre de la tour.
Avant la division de 1968, la surface de la propriété était de 6 hectares et comprenait 2 autres bâtiments : une ferme avec son allée de cerisiers, son jardin potager, ses vignes, son verger et l'orangerie à laquelle était accolés le billard et une petite maison. 
Le château est une propriété privée ; il ne se visite pas.

## Historique
Bergeret
Au début du XIXe siècle, le domaine appartient à Jean Camille Bergeret, avocat à Lyon.
Mouterde
En 1820, la propriété est achetée par l’industriel Louis Antoine Mouterde (1776 – 1822), fabricant de boutons et de dés à coudre, qui avait épousé en 1798 Monique Julie Catin (1783 – 1831) ; il modernise l’intérieur du château.
Emmanuel (1801 – 1872), fils des précédents, leur succède; il épouse en 1827 Théonie Élisabeth Lecuyer (1806 – 1882) ; il sera maire de Saint-Didier-au-Mont-d'Or de 1861 à 1870.
Louis Emmanuel (1835 – 1885), fils des précédents, leur succède ; il épouse en 1863 Louise Césarine Jenny Richard (1841 – 1891).
Charles Ennemond (1867 – 1957), fils des précédents, leur succède ; il épouse en 1892 Marie Louise Claire Aimée Richard-Vitton (1869 – 1950) ; il sera maire de Saint-Didier-au-Mont-d'Or de 1935 à 1945.